# Lambig

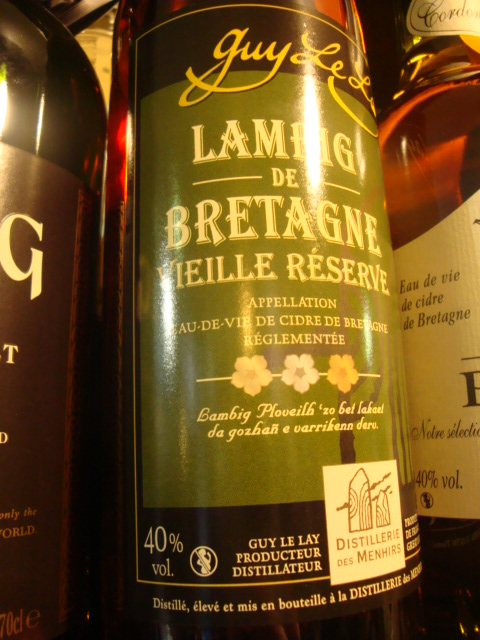
Lambig – der bretonische Calvados

Lambig (auch: Eau de vie de Cidre de Bretagne) ist ein Apfelbranntwein aus der Bretagne, der mit dem Calvados aus der Normandie vergleichbar ist, sich aber durch eine geschützte Herkunftsbezeichnung „Fine-Bretagne“ appellation d’origine contrôlée (AOC) unterscheidet. Zutaten und Herstellungsverfahren sind identisch. Andere traditionelle Bezeichnungen sind Gwinardant, Odivi oder Lagout.

## Etymologie
Der Name Lambig hat seine Herkunft in der bretonischen Bezeichnung der zur Destillation verwendeten Brennblase, ul lambig. Im Gegensatz zu Calvados wird er nicht in großen Mengen hergestellt, sondern meist in Kleindestillerien.

## Herstellung
Zur Herstellung wird vergorener Apfelmost (Cidre) durch eine zweistufige Destillation auf einen Alkoholgehalt von rund 70 % gebracht und das Destillat so mindestens 2 Jahre in einem Eichenfass gelagert. Längere Lagerzeiten sind  üblich und werden auf den Flaschen mit entsprechender Klassifikation angegeben. Vor der Abfüllung wird durch Zugabe von Wasser die Trinkstärke von 40–45 % Alkohol eingestellt.